# Antigone rubicunda
Il brolga (Antigone rubicunda (Perry, 1810)), è un uccello della famiglia dei Gruidi.
Viene chiamato anche gru australiana, un termine coniato, nel 1865, dal noto ornitologo John Gould nel suo libro The Birds of Australia.
Si tratta di un uccello comune presente nelle zone umide dell'Australia tropicale e di sud-est e della Nuova Guinea. Si tratta di un uccello alto, con testa piccola, becco lungo, collo sottile e gambe lunghe. Il piumaggio è prevalentemente grigio, con la punta delle ali nere e ha una banda rosso-arancione sulla testa. È ben noto per la sua danza di accoppiamento molto intricata. Il nido è costruito con canne come un'isola nel terreno paludoso e di solito vengono deposte due uova per ogni nidiata. L'incubazione richiede 32 giorni e i pulcini appena nati sono precoci. La dieta dell'adulto è principalmente vegetale, ma mangia anche invertebrati e piccoli vertebrati.
Anche se l'uccello non è considerato in pericolo, le popolazioni stanno mostrando un certo declino, soprattutto in Australia del Sud e sono in corso piani di azione locali miranti alla protezione della specie. Si tratta dell'uccello emblema ufficiale dello Stato del Queensland.

## Descrizione
La gru brolga è un uccello alto con un grande becco, un lungo collo sottile e gambe simili a quelle dei trampolieri. Non è facile distinguere i due sessi anche se le femmine sono di solito un po' più piccole. L'adulto ha un colore grigio-verde, una corona di pelle, e il volto, le guance e la gola coperte di piume di colore rosso corallo. Altre parti della testa sono verde oliva e rivestite di setole scure. Il sacchetto lare, che è particolarmente pendulo nei maschi adulti, è coperto da queste fitte setole che lo fanno apparire nero. Il becco è grigio-verde, lungo e sottile, e l'iride è giallo-arancione. L'orecchio, nascosto, appare come una macchia grigia di piccole piume rosse circondata da pelle nuda e il piumaggio del corpo è grigio-argenteo. Le piume sulla schiena e le copritrici alari hanno margini pallidi. Le penne delle ali principali sono nere e grigie le secondarie. Le gambe e i piedi sono grigio-neri. I giovani non hanno la banda rossa e hanno teste completamente piumate con iridi scuri. Una grus rubicunda adulta può raggiungere un'altezza di 0,7 - 1,3 metri e ha un'apertura alare di 1,7 - 2,4 metri. I maschi adulti hanno un peso medio leggermente inferiore a 7,0 kg e le femmine pesano in media poco meno di 6,0 kg. Il peso può variare da 3,7 a 8,7 kg.
Può essere facilmente confusa con la gru antigone (Grus antigone), tuttavia la colorazione rossa della testa di quest'ultima si estende parzialmente lungo il collo mentre in Grus rubicunda è limitata alla testa. Il piumaggio di quest'ultima è più grigio-argenteo della gru antigone, le gambe sono nerastre, piuttosto che rosa e i richiami sono stridenti e non di tono basso. Inoltre, in Australia, la presenza della gru antigone è limitata a un paio di località sparse nella parte settentrionale, rispetto alla più diffusa distribuzione della gru brolga.

## Distribuzione e habitat

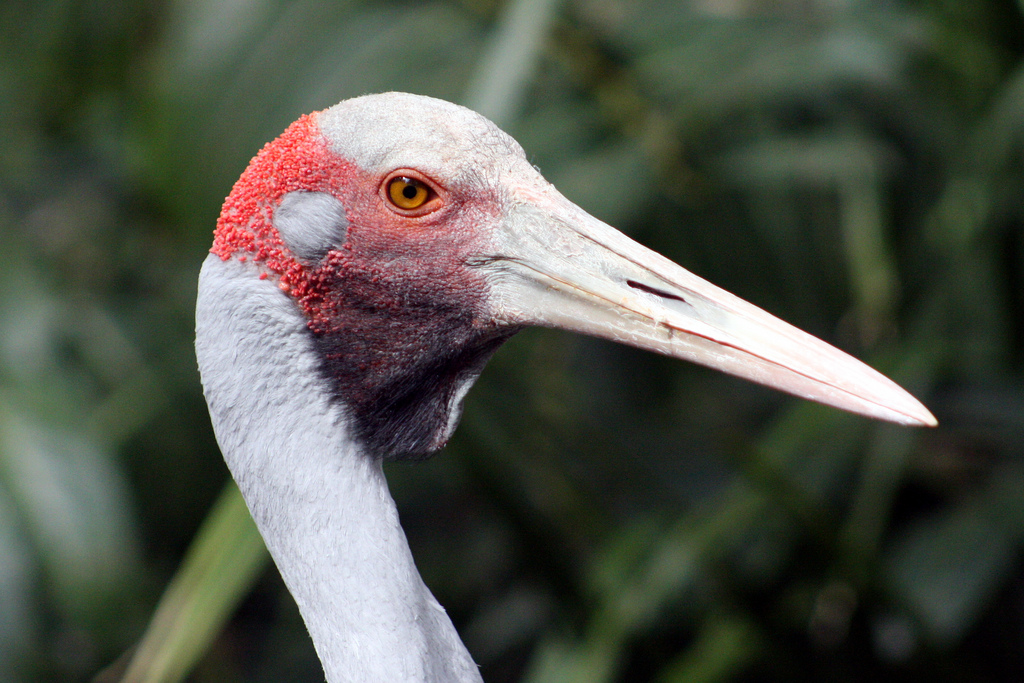
Primo piano di una testa di Grus rubicunda

Grus rubicunda è diffusa e spesso abbondante nel nord e nel nord-est dell'Australia, in particolare a nord-est, nel Queensland, ed è comune a sud fino allo Stato di Victoria. Si trova anche nel sud della Nuova Guinea e raramente in Nuova Zelanda e nella parte settentrionale dell'Australia Occidentale. La popolazione nel nord dell'Australia è stimata tra 20 000 e 100 000 uccelli e nel sud a 1 000 esemplari. Il numero di individui in Nuova Guinea è sconosciuto. Fino al 1961, era l'unica specie di gru presente in Australia, prima della scoperta della gru antigone.
Grus rubicunda non è un uccello migratore, ma si muove in diverse aree in risposta alle piogge stagionali. Nell'Australia settentrionale, durante la stagione secca (da giugno a novembre), le popolazioni di Grus rubicunda sono gregarie e occupano gran parte di una striscia di palude d'acqua dolce larga fino a 50 km, che si trova fra le colline costiere e le paludi marine di mangrovie che lambiscono il mare. Visita anche le lagune d'acqua dolce delle vicinanze, il fiume e le pozze lasciate dalla marea, i bordi dei laghi e i terreni agricoli irrigati. Nel mese di dicembre, poco prima dell'inizio della stagione dei monsoni, si disperde nelle zone di riproduzione. Alcune rimangono vicino alla costa, ma altre si muovono fino a 500 km verso l'interno in habitat simili. Poco si conosce di movimenti e habitat della popolazione presente in Nuova Guinea.
Più a sud, nello Stato di Victoria e nel Nuovo Galles del Sud, le precipitazioni si sviluppano in modo più uniforme durante tutto l'anno e la stagione più secca va da dicembre a maggio. In questo periodo, le popolazioni del sud si riuniscono nelle zone interne affollando le paludi montane, i serbatoi d'acqua e i laghi, i pascoli e i terreni agricoli. Quando arriva la pioggia, tra giugno e luglio, si disperdono nelle paludi costiere di acqua dolce, nei laghi poco profondi, nei prati umidi e nelle altre zone umide dove si riproducono.
Il Queensland è lo Stato in cui si trova il maggior numero di esemplari di Grus rubicunda, e, talvolta si incontrano stormi costituiti da oltre 1 000 individui. L'uccello è l'emblema ufficiale dello Stato e appare anche nel suo stemma.

## Biologia

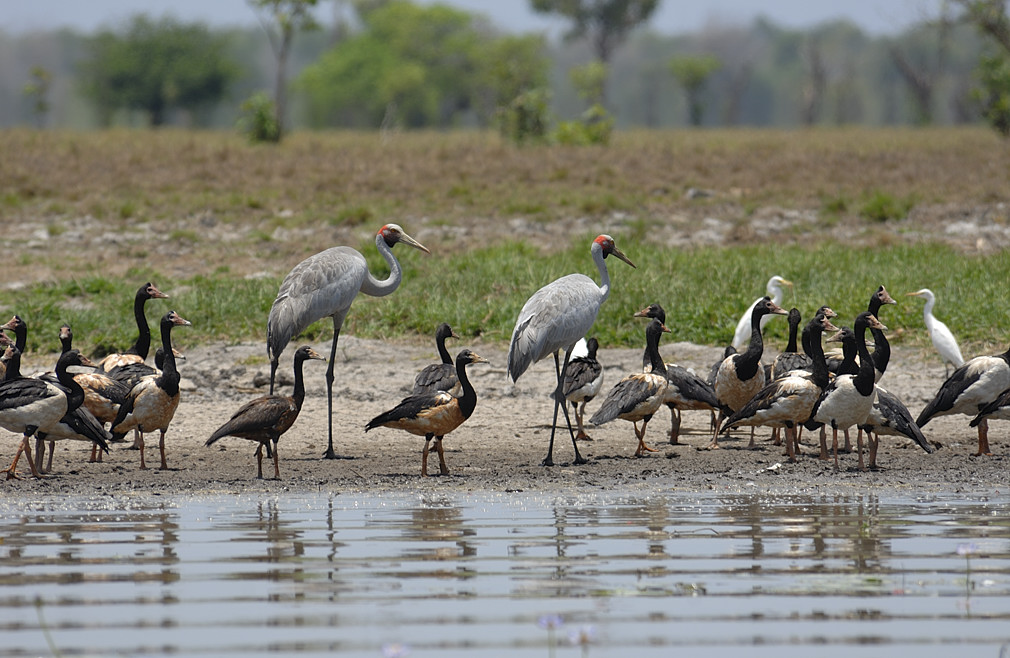
Una coppia di Grus rubicunda tra altri uccelli acquatici nel Territorio del Nord

La gru brolga è una creatura gregaria; l'unità sociale di base è la coppia o un piccolo gruppo familiare di tre o quattro uccelli, di solito i genitori insieme alla prole giovanile, anche se alcuni di questi gruppi sono indipendenti. Al di fuori della stagione della riproduzione, si riuniscono in grandi stormi, che sembrano essere molti gruppi individuali indipendenti, piuttosto che una singola unità sociale. All'interno degli stormi, le famiglie tendono a rimanere distinte coordinando le loro attività l'uno con l'altro, piuttosto che con lo stormo nel suo complesso.
Il decollo da terra, per spiccare il volo, è sgraziato, con gran battito d'ali. Sono ben visibili le estremità alari nere, mentre è in aria, e una volta che acquista velocità, il suo volo è molto più elegante e sale spesso a grandi altezze. Qui può essere appena percettibile poiché ruota in grandi cerchi, a volte emettendo il suo verso roco.

### Alimentazione
La gru brolga è onnivora e si ciba sia nelle zone umide sia nelle paludi d'acqua salata. Ara il terreno, con il suo potente becco, alla ricerca di bulbi e radici commestibili. Le popolazioni del nord si cibano, principalmente, di tuberi di castagne d'acqua cinesi (Eleocharis dulcis), che estraggono scavando buche nel fango, ma questi non sono disponibili a sud di Brisbane. Inoltre mangiano i germogli e le foglie di piante presenti nelle zone umide e montane, cereali, semi, insetti, molluschi, crostacei, rane e lucertole. Nelle paludi d'acqua salata possono bere acqua salina e hanno ghiandole, vicino agli occhi, attraverso le quali possono espellere il sale in eccesso.

### Riproduzione

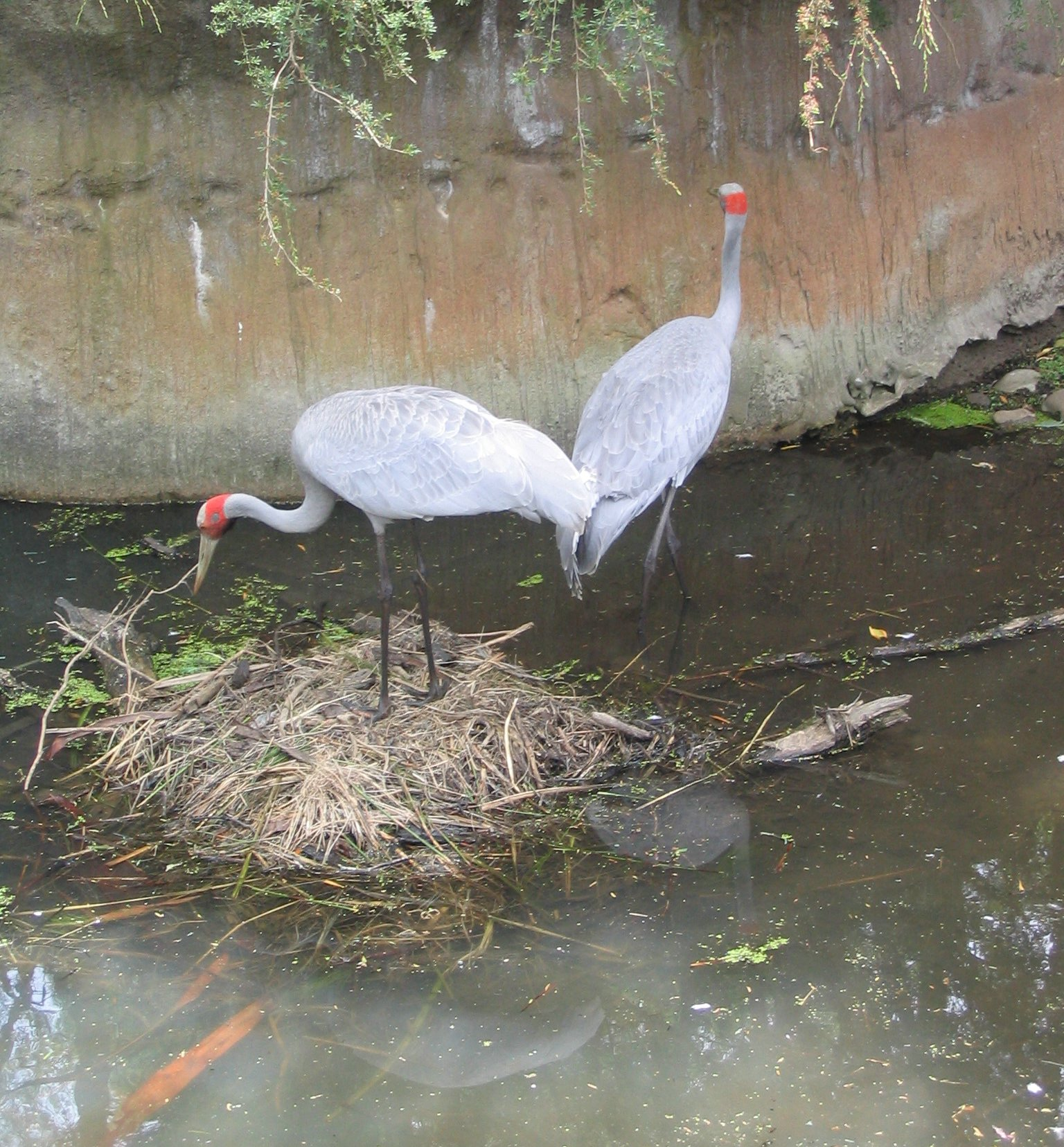
Coppia in un nido Healesville Sanctuary vicino a Melbourne

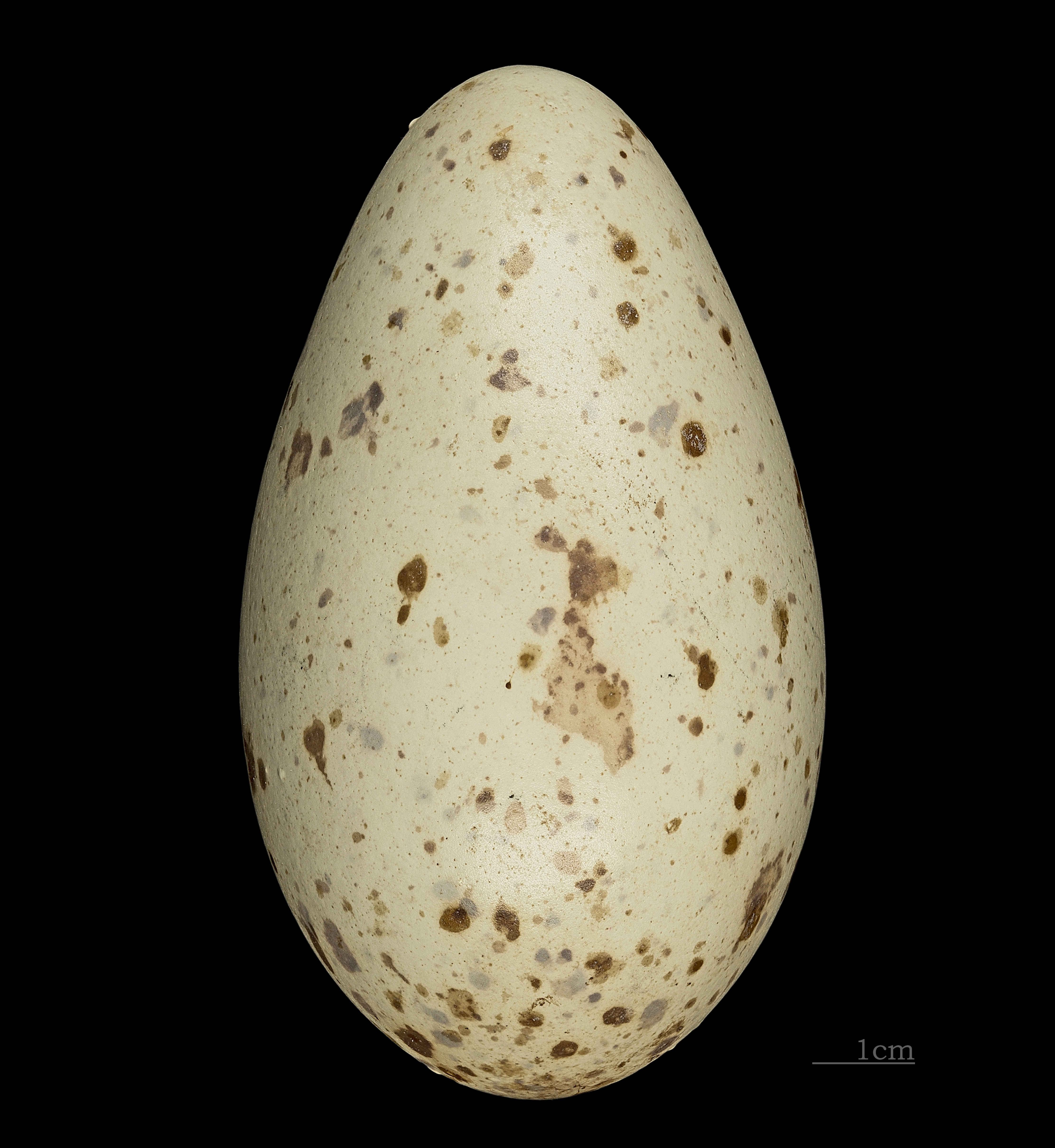
Uovo di Grus rubicunda

La gru brolga è monogama e di solito si lega al partner per la vita, anche se nuovi abbinamenti potrebbero seguire ad una fatalità occorsa ad uno dei membri della coppia. Una caratteristica della coppia è la chiamata sincrona iniziata solitamente dalla femmina. Essa sta con le ali spiegate e il becco puntato verso il cielo ed emette una serie di richiami come emessi da una tromba. Il maschio si affianca in posizione simile, ma con le ali svasate e le primarie cadenti. Emette un richiamo in più per ogni due emessi dalla femmina.
La gru brolga è nota per le sue ritualizzate, intricate danze di accoppiamento. Lo spettacolo inizia con un uccello che raccoglie un po' d'erba e la lancia in aria prima di prenderla con il becco. L'uccello poi effettua un salto di un metro verso l'alto con le ali spiegate e continua allungando il collo, piegandolo, pavoneggiandosi, emettendo richiami e muovendo la testa in su e in giù. A volte soltanto una grus rubicunda danza per la sua compagna, spesso ballano in coppia e talvolta un intero gruppo di circa una decina di esemplari, allineandosi approssimativamente uno di fronte all'altro prima di iniziare.
La gru brolga si riproduce in tutto il suo areale in Australia e Nuova Guinea. L'inizio della stagione riproduttiva è in gran parte determinato dalle precipitazioni piovose piuttosto che dal periodo dell'anno; in tal modo la stagione va da febbraio a maggio, dopo la stagione delle piogge nelle zone monsoniche, e da settembre a dicembre in Australia del Sud. Gli stormi si dividono e le coppie stabiliscono i territori di nidificazione nelle zone umide. In habitat ricchi di cibo, i nidi possono essere molto vicini tra loro, e si trovano spesso nella stessa area di quelli della gru antigone. Il nido, che è costruito da entrambi i sessi, è un cumulo rialzato di canne, erba sradicata e altro materiale vegetale situato su una piccola isola in acque poco profonde, o occasionalmente galleggiante. Se non ci sono erbe vengono utilizzati fango o radici rinvenute nel letto della palude. A volte non costruiscono un nido ma prendono possesso di un nido di cigno in disuso.
Si verifica una sola nidiata all'anno, costituita di solito da due uova, ma di tanto in tanto ne vengono deposte tre a circa due giorni di distanza. Le uova, bianco opaco, sono scarsamente maculate o macchiate di bruno-rossastro, con le marcature più dense nella parte più grande dell'uovo. Misurano 95 per 61 millimetri. Entrambi i sessi partecipano all'incubazione delle uova con la femmina che staziona nel nido durante la notte. La nascita dei pulcini non è sincronizzata e si verifica dopo circa 32 giorni di incubazione. I pulcini appena nati hanno una peluria grigia e pesano circa 100 grammi. Sono molto precoci e in grado di lasciare il nido entro un giorno o due. Entrambi i genitori nutrono e proteggono i piccoli. I pulcini ricevono le piume entro quattro o cinque settimane, sono completamente piumati entro tre mesi e sono in grado di volare circa due settimane più tardi. Quando sono minacciati, si nascondono e rimangono tranquilli mentre i genitori si attivano per distrarre il predatore. Gli adulti continuano a proteggere il piccolo per un massimo di undici mesi, o per quasi due anni se non si riproducono di nuovo nel frattempo.

## Tassonomia

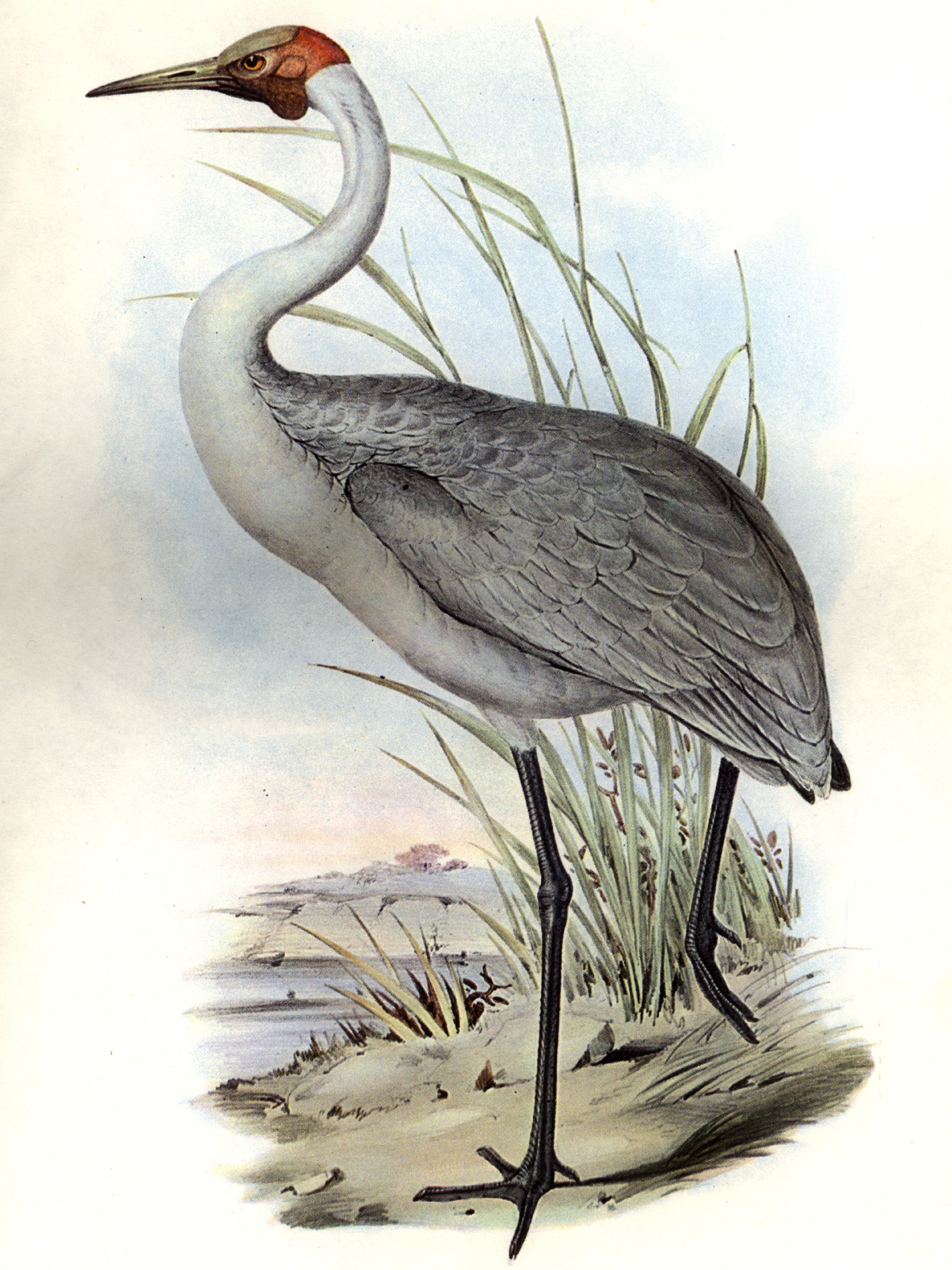
Illustrazione del 1865, realizzata da John Gould

Si tratta di un membro dell'ordine dei Gruiformes - che comprende rallidi e gru. Quando venne descritta per la prima volta dal naturalista George Perry, nel 1810, venne classificata come specie di Ardea (Ardea rubicunda). L'ornitologo John Gould usò il nome di Grus australasianus quando scrisse su di essa e notò che era diffusa sia nel Nord sia nell'Est dell'Australia. Registrò anche che era facile da addomesticare e che il politico James Macarthur ne aveva tenuta una coppia nella sua casa di Camden. La Royal Australasian Ornithologists Union ha fatto di brolga, un nome popolare derivato dal lemma burralga in lingua gamilaraay, il nome ufficiale dell'uccello nel 1926.
Nel 1976, è stato suggerito che Grus rubicunda, Grus antigone e Grus vipio formino un gruppo naturale sulla base di somiglianze nei loro richiami. Questo è stato poi confermato da studi molecolari sul loro DNA. Questi studi hanno dimostrato anche che Grus rubicunda è più strettamente imparentata a Grus vipio di quanto non lo sia alla morfologicamente più simile Grus antigone.
Vi sono tradizionalmente considerate due sottospecie; Grus rubicunda argentea si trova nel nord e nell'occidente dell'Australia, nel Territorio del Nord e nell'ovest del Queensland; Grus rubicunda rubicunda, presente nel sud, si trova in Nuova Guinea, Queensland, Nuovo Galles del Sud, Victoria e Australia Meridionale. Le due sottospecie si integrano nelle zone in cui sono presenti entrambe. Alcune autorità ritengono che ora non ci siano sottospecie, ma soltanto due popolazioni separate di uccelli adattate a riprodursi in diversi periodi dell'anno.

## Conservazione

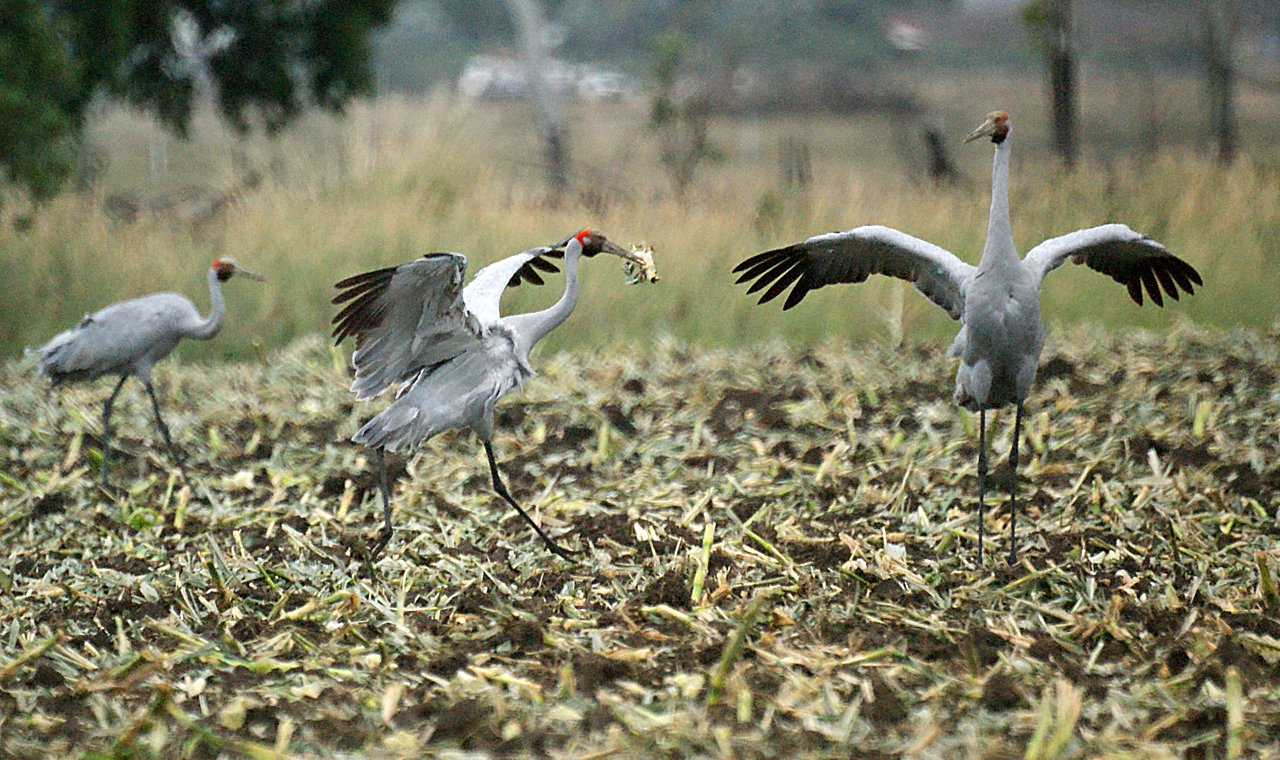
Brolga su un campo di mais

La lista rossa IUCN classifica Grus rubicunda tra le "specie a rischio minimo". Questo perché ha una vasta gamma e una popolazione di oltre 10 000 individui. Anche se la popolazione può essere lentamente in declino, questo non è a un tasso tale da poter giustificare l'inserimento in una categoria più vulnerabile. Grus rubicunda non è elencata come minacciata sul suolo australiano, tuttavia, il suo stato di conservazione varia da Stato a Stato. Ad esempio, è elencata come minacciata nello Stato di Victoria,
 dove è elencata tra le specie vulnerabili.
Le minacce principali affrontate da Grus rubicunda, in particolare nella parte meridionale del suo areale, sono la distruzione degli habitat, il drenaggio delle zone umide, la collisione con la rete elettrica, e la predazione da parte dell'introdotta volpe rossa. Si trova più sicura nel suo habitat del nord poiché la terra è per lo più adatta all'agricoltura e la gran parte di essa si trova in parchi nazionali o in proprietà private, ma i cambiamenti nella copertura vegetale, incoraggiati dalle attività di radicazione dei suini selvatici, possono ridurre l'abbondanza di castagne d'acqua cinesi e quindi rendere le grus rubicunda più vulnerabili, fornendo copertura ai predatori.
Le misure di conservazione intraprese comprendono la cooperazione internazionale, la tutela legale, la ricerca, il monitoraggio, la gestione degli habitat, l'educazione e la manutenzione degli stormi in cattività per la propagazione e la reintroduzione. Anche se si riproducono bene in natura, si è dimostrato molto più problematico farlo con soggetti in cattività. L'International Crane Foundation, un'organizzazione per la conservazione che si trova a Baraboo in Wisconsin, ha iniziato un programma di riproduzione in cattività con tre coppie di grus rubicunda selvatiche catturate in Australia nel 1972. Nel 1984 hanno importato dodici uova fertili per l'ulteriore riproduzione.